# Amelia Boynton Robinson
Amelia Isadora Platts Boynton Robinson (Savannah, 18 agosto 1905 – Montgomery, 26 agosto 2015) è stata un'attivista statunitense, fra i maggiori esponenti del movimento per i diritti civili degli afroamericani nella città di Selma, in Alabama, e figura chiave nella marcia dimostrativa da Selma a Montgomery nel 1965.
Nel 1984 fu fra i fondatori, nonché vicepresidente, dello Schiller Institute, affiliato a Lyndon LaRouche. Venne insignita nel 1990 della Medaglia alla Libertà dedicata a Martin Luther King Jr. Morì all'età di 110 anni.

## Biografia
Amelia Isadora Platts era nata a Savannah, in Georgia, il 18 agosto 1911, da George e Anna Eliza (nata Hicks) Platts, entrambi afroamericani. Aveva anche origini Cherokee e tedesche. La chiesa è stata fondamentale per l'educazione di Amelia e dei suoi nove fratelli. Da giovane, era stata coinvolta nella campagna per il suffragio femminile. La sua famiglia aveva incoraggiato i bambini a leggere. Amelia aveva frequentato due anni al Georgia State Industrial College for Colored Youth (ora Savannah State University, un college storicamente riservato ai neri). Si era trasferita al Tuskegee Institute (ora Tuskegee University), conseguendo una laurea in economia domestica nel 1927. Platts in seguito studiò anche presso Tennessee State, Virginia State e Temple University.

## Carriera e diritti civili
Platts ha insegnato in Georgia prima di iniziare con il Dipartimento dell'Agricoltura degli Stati Uniti (USDA) a Selma come agente dimostrativo domestico per la contea di Dallas. Ha istruito la popolazione in gran parte rurale della contea sulla produzione e la lavorazione del cibo, l'alimentazione, l'assistenza sanitaria e altri argomenti legati all'agricoltura e alla casa.
Ha incontrato il suo futuro marito, Samuel William Boynton, a Selma, dove lavorava come agente di divulgazione della contea durante la Grande depressione. Si sono sposati nel 1936  e hanno avuto due figli, Bill Jr. e Bruce Carver Boynton. Suo figlio, Bruce Carver Boynton, era il figlioccio e omonimo di George Washington Carver. In seguito adottarono le due nipoti di Amelia, Sharon (Platts) Seay e Germaine (Platts) Bowser. Amelia e Samuel avevano conosciuto il noto studioso George Washington Carver al Tuskegee Institut, dove si erano entrambi laureati.
Nel 1934, Amelia Boynton si iscrisse per votare, cosa estremamente difficile da realizzare per gli afroamericani in Alabama, a causa delle pratiche discriminatorie ai sensi della costituzione di privazione dei diritti civili dello stato approvata all'inizio del secolo. Aveva effettivamente escluso la maggior parte dei neri dalla politica per decenni, un'esclusione che è continuata negli anni '60. Alcuni anni dopo scrisse un'opera teatrale, Through the Years, che raccontava la storia della creazione della musica spirituale e di un ex schiavo eletto al Congresso durante la Ricostruzione, basata sul fratellastro di suo padre Robert Small, per aiutare a finanziare un centro comunitario a Selma, Alabama. Nel 1954, i Boynton incontrarono il reverendo Martin Luther King Jr. e sua moglie, Coretta Scott King, alla chiesa battista di Dexter Avenue a Montgomery, Alabama, dove King era il pastore.
Nel 1958, suo figlio, Bruce Boynton, era uno studente alla Howard University School of Law quando fu arrestato mentre tentava di acquistare cibo nella sezione bianca di un terminal degli autobus a Richmond, in Virginia. Arrestato per violazione di domicilio, Bruce Boynton è stato giudicato colpevole in un tribunale statale di un reato minore e multato; ha poi presentato ricorso e ha perso fino a quando il caso, Boynton v. Virginia  è stato discusso davanti alla Corte Suprema degli Stati Uniti da Thurgood Marshall, annullando le decisioni del tribunale inferiore.
Nel 1963 morì Samuel Boynton. Era un periodo di maggiore attivismo nel movimento per i diritti civili. Amelia ha reso la sua casa e il suo ufficio a Selma un centro per sessioni strategiche per le battaglie per i diritti civili di Selma, inclusa la sua campagna per i diritti di voto. Nel 1964, Boynton si candidò al Congresso dall'Alabama, sperando di incoraggiare la registrazione e il voto dei neri. È stata la prima donna afroamericana a candidarsi in Alabama e la prima donna di qualsiasi razza a candidarsi per il Partito Democratico nello stato. Ha ricevuto il 10% dei voti. Ha fatto anche parte del comitato direttivo della Dallas County Voters League , entrando tra gli "otto coraggiosi".
Tra la fine del 1964 e l'inizio del 1965, Boynton ha lavorato con Martin Luther King Jr., Diane Nash, James Bevel e altri membri della Southern Christian Leadership Conference (SCLC) per pianificare manifestazioni per i diritti civili e di voto. Mentre Selma aveva una popolazione che era per il 50% nera, solo 300 dei residenti afroamericani della città furono registrati come elettori nel 1965, dopo che migliaia di persone erano state arrestate durante le proteste. Nel marzo 1966, dopo l'approvazione del Voting Rights Act del 1965, 11.000 persone erano registrate per votare.
Per protestare contro la continua segregazione e privazione dei diritti dei neri, all'inizio del 1965 Amelia Boynton aiutò a organizzare una marcia verso la capitale dello stato di Montgomery, iniziata da James Bevel, che ebbe luogo il 7 marzo 1965. Guidata da John Lewis, Hosea Williams e Bob Mants, e includendo Rosa Parks e altri tra i manifestanti,  l'evento divenne noto come Bloody Sunday quando la polizia della contea e di stato fermò la marcia e picchiò i manifestanti dopo aver attraversato l'Edmund Pettus Bridge nella contea di Dallas. Boynton è stata picchiata fino a perdere i sensi; una sua fotografia, sdraiata sul ponte Edmund Pettus,, fece il giro del mondo. Raccontò:
.
Boynton ha subito ustioni alla gola a causa degli effetti dei gas lacrimogeni. Ha partecipato a entrambe le marce successive. Un'altra breve marcia guidata da Martin Luther King Jr. ebbe luogo due giorni dopo; i manifestanti sono tornati indietro dopo aver attraversato il ponte Pettus. Alla fine, con la protezione federale e migliaia di manifestanti che si unirono a loro, una terza marcia raggiunse Montgomery il 24 marzo, entrando con 25.000 persone.
Gli eventi di Bloody Sunday e la successiva marcia su Montgomery galvanizzarono l'opinione pubblica nazionale e contribuirono all'approvazione del Voting Rights Act del 1965; Boynton è stata ospite d'onore alla cerimonia in cui il presidente Lyndon Johnson ha firmato il Voting Rights Act nell'agosto di quell'anno.